# Teodoro Pródromo
Teodoro Pródromos, en griego original Θεόδωρος Πρόδρομος, latinizado como Theodorus Prodomus (Constantinopla, c. 1100 - c. 1170) fue un monje, escritor, poeta, retor y médico bizantino. 

## Biografía
Vivió bajo el reinado de Juan II Comneno (1118–1143) y Manuel I Comneno (1143–1180), y disfrutó de la protección de este último. Fue educado en la escuela de Miguel Itálico, donde estudió y asimiló a fondo la literatura griega antigua. Quiso ser militar, algo que frustró su sólida mala salud (por ejemplo, sobrevivió a la viruela). Por eso se convirtió en gramático, poeta y, en suma, hombre de letras para todo en la corte de Juan II Comneno, escribiendo poemas, elogios y otras piezas de circunstancias y pretensiones; se casó, tuvo hijos, sufrió algún exilio, entró monje en un monasterio y volvió a salir sin que hubiera pasado un año, y tras un tiempo volvió a hacerse monje con el nombre de Nicolás. 
Ha perdurado la idea de que tuvo siempre problemas para conseguir el pan de cada día, a lo que dan pie los lamentos de que están llenos sus escritos y que han contribuido a crear, en torno suyo, la leyenda que se recoge en los cuatro poemas de Ptokhoprodromiká / "Cosas de Pródromo, el mendigo", que la crítica moderna atribuye a un poeta posterior que imitaba su estilo de forma caricaturesca, quizá un casi homónimo, Mangáneios Pródromos. Teodoro admiraba la cultura, la nobleza y las proezas militares (cantó las victorias del Imperio), pero defendía también al hombre común que sufría la vida cotidiana, como se ve en sus cartas, y solía quejarse de la situación económica de los intelectuales, dependiente de mecenas, frente a la de los artesanos y comerciantes, de lo cual nació la citada leyenda.

## Obra
Fue un escritor muy fecundo, pues se le atribuyen con seguridad 163 textos. Según Pablo A. Cavallero compuso "la novela en verso y nueve cantos Rodante y Dosicles, discursos panegíricos, varias epístolas, obras filosófico-teológicas, comentarios literarios, una hagiografía, poemas, muchos de ellos satíricos y otros de petición, y también una monodia". Τὰ κατὰ Ῥοδάνθην καὶ Δοσικλέα / Rodante y Dosicles es una novela de aventuras o bizantina en la que un joven novio rapta a su novia, de la que lo separan en Rodas unos bandoleros; ella es vendida como esclava en Chipre y a él lo destinan a ser sacrificado a los dioses; pero se libera y encuentra a su novia en Chipre; sus padres los encuentran, pero finalmente se casan. Es una novela escrita a imitación del griego Heliodoro. Alabó ciertamente las victorias de Juan II Comneno en Kastamonu y en Çankırı. 
Se le debe también un poema astrológico sobre el poder y significado de los planetas, y sus Στίχοι εἰς τοὺς δώδεκα μῆνας / "Versos sobre los doce meses" son importantes para la historia cultural de su época.
Aparte de cultivar el epigrama, algunas de sus sátiras en dodecasílabos se hicieron famosas, como "Κατὰ φιλοπόρνου γραός / Contra la vieja lujuriosa" y "Κατὰ μακρογενείου γέροντος / Contra el viejo barbudo que se cree sabio por ello"; pero el tema más repetido por él en el género es la crítica de la vida monástica. También en dodecasílabos está Amistad exiliada / Ἀπόδημος Φιλία, un diálogo moral alegórico en que Amistad habla con el Extranjero; su núcleo es un largo monólogo de Amistad, quien cuenta que su marido, el Mundo o Vida, la echó de casa y, por consejo de la sirvienta Locura, se fue con Hostilidad. Redactó además una Gramática griega dedicada a una mecenas de la literatura, la sebastocratorissa Irene Ducas. Escribió dramas satíricos en prosa, o más bien diálogos al estilo de Platón, uno de ellos Amaranto o amores de un viejo, con doble título al estilo de las comedias de Menandro, donde en un encuentro casual entre dos amigos uno cuenta al otro la boda desigual a la que ha asistido entre un octogenario rico y una chica pobre que reaparecerá en El sí de las niñas de Leandro Fernández de Moratín, pero que se remonta a antiguas comedias clásicas como la Samia de Menandro. Otra obra satírica es Venta de vidas poéticas y políticas (o "públicas", que tal sentido tiene aquí "políticas") / Βίων πρᾶσις ποιητικῶν καὶ πολιτικῶν, en la que aparecen los dioses Zeus y Hermes y desfilan famosas personalidades de la Antigüedad (Homero, Hipócrates, Aristófanes, Eurípides, Demóstenes... y el jurista romano Sexto Pomponio). En ella Pródromos parodia, pero de forma no aticista, la Βίων πρᾶσις / Venta de vidas de Luciano de Samosata, de la que pretende ser continuación; intercala muchos otros textos clásicos y trata el griego como una lengua viva. Otros textos satíricos son Ἀμαθὴς ἢ παρὰ ἑαυτῷ γραμματικός = Ignorante o gramático según él; el Φιλοπλάτων ἢ σκυτοδέψης = Filoplatón o curtidor y el Δήμιος ἢ ἰατρός = Verdugo o médico. En cuanto a sus trabajos filosóficos, intentó depurar el texto de los Segundos analíticos de Aristóteles (Περὶ ἐπιδεικτικῶν) y criticó la concepción del espacio del Estagirita en su opúsculo De lo grande y lo pequeño. Hizo además un epítome del Comentario a los Salmos de Teodoreto de Ciro.
Muy citada es su parodia de la tragedia clásica (inspirada sin duda en la Batracomiomaquia, que parodia a su vez las epopeyas de Homero), la Catomiomaquia, creada con estructura de microtragedia e inspirada en los precedentes de las fábulas, que narra la innata enemistad entre el gato y el roedor. También destaca como epistológrafo. Han llegado hasta nosotros tres largas cartas dirigidas a personajes importantes, como a un sebastocrátor, a un emperador innominado (en que critica las artes liberales diciendo que no da para comer, al contrario que las artes mecánicas, poniéndose él mismo de ejemplo) o al emperador Juan II Comneno, llamado "Mauro Juan" por el color oscuro de su piel y sus cabellos. En esta última hace una hilarante y bastante misógina sátira de la vida familiar. Una edición completa accesible de la mayor parte de sus obras, con traducción latina, es la de J. P. Migne en el volumen 133 de su Patrologia Graeca (1864).

## Obras traducidas al castellano
- Versos del gramático señor Teodoro Pródromo el Pobre o Poemas Ptocroprodrómicos (Πτωχοπροδρομικά). Estudio preliminar, texto griego, traducción, notas y comentarios de José M. Egea. Granada: Centro de Estudios Bizantinos,. Neogriegos y Chipriotas, 2001.
- Texto griego en el sitio de la Bibliotheca Augustana (Augsburgo).
- La catomiomaquia (Κατομυομαχία). Edición, Traducción, Introducción y Notas del Académico Francisco Antonio García Romero, 2003: https://drive.google.com/file/d/0B3mlYkQm7mjtZEFrejc4MXR5LVU/view?pref=2&pli=1
  - Texto griego en el sitio de la Bibliotheca Augustana.
- Rodante y Dosicles, trad. J. A. Moreno Jurado, Madrid, Ediciones Clásicas, 1996.